# Luis Carlos Meyer
Luis Carlos Meyer (eigentl.: Luis Mateo Meyer; * 21. September 1916 in Barranquilla; † 7. November 1998 in New York City), bekannt als El Rey Del Porro und El Negro, war ein kolumbianischer Sänger und Komponist.

## Leben
Meyer debütierte siebzehnjährig in der Bar Chancleta del Barrio Bajo in seiner Heimatstadt. Später trat er mit der Atlántico Jazz Band auf und nahm in Bogotá Porros, Cumbias, Guabinas und Torbellinos mit den Orchestern von Milciades Garavito, Alberto Ahumada und Francisco Chistancho auf. Erfolgreich war er auch mit Auftritten in den Hotels Granada, Regina und Monteblanco und in mehreren Radiosendern Süd- und Mittelamerikas.
1946 ging er nach Mexiko und nahm mit dem Orchester von Rafael de Paz Songs wie Micaela, El gallo tuerto und Linda jarochita auf. Er reiste dann nach Kanada, wo er bei einem Brand seinen gesamten Besitz verlor und kam 1956 in New York an. Dort arbeitete er mit dem Orchester von Xavier Cugat und trat u. a. im El Copacabana, im Fantasy, und im Chateau Madrid auf.
Songs Meyers wurden u. a. von Pedro Infante, Juan Arbizo, Jony López, Juan García Esquivel, Ninón Sevilla, Beny Moré und Lola Flores, von Billo Frómetas Caracas Boys und der Sonora Matancera mit den Sängern Israel del Pino und Domingo Jauma aufgenommen. 1993 erlitt Meyer einen Herzinfarkt und einen Schlaganfall und verlor teilweise sein Gedächtnis. Er lebte in Obdachlosenunterkünften und wurde mehrmals in New Yorker Krankenhäuser eingewiesen. Ab 1994 war er in einem Pflegeheim in der Bronx untergebracht.